# Trup broda
Trup je vodonepropusna struktura broda ili čamca. Iznad trupa nalazi se nadgradnja i palubne kućice. Linija gdje se sastaje trup s površinom vode naziva se vodna linija. Struktura trupa broda ovisi najviše o vrsti broda. U tipičnom modernom čeličnom brodu, struktura se sastoji od uzdužnih i poprečnih čeličnih profila i traka koji su presvučeni oplatom. Uzdužni i poprečni profili daju brodu čvrstoću, dok oplata daje brodu nepropusnost.

## Oblici trupa
Oblici trupa mogu se podijeliti na više načina. Jedan od njih je prema Froudeovom broju, tj. omjeru brzine i korijena dužine broda. Dijele se na:
- Deplasmanske - Fn (Froudeov broj) <1
- Poludeplasmanske - 1<Fn<3
- Glisirajuće - Fn>3

## Konstrukcija strukture trupa
Trup broda se najčešće sastoji od valjanih limova te valjanih i složenih profila koji su međusobno spojeni, najčešće zavarivanjem. Po globalnoj podjeli konstrukciju broda dijelimo na:
- kostur (konstrukciju strukture) i
- oplatu.

Kostur  predstavlja poprečne okvire rebra i uzdužne nosače, izvedene, u pravilu, iz profila koji služe u svrhu davanja željenog oblika brodu i osiguravaju mu traženu čvrstoću, a ujedno omogućavaju sigurno postavljanje oplate na svoju strukturu.
Oplata predstavlja vanjsko opločenje koja se postavlja na konstrukciju kostura i uzvedi se, u pravilu, iz limova za kostur i međusobno spojenih, a osigurava brodu nepropusnost i sudjeluju u osiguranju njegove čvrstoće.
Unutar globalnih grupacija postoje područja koja se nalaze na svakom brodu, bez obzira na tip, vrstu i namjenu i to:
- dno broda,
- uzvoj,
- bokovi (bočna oplata ili dvobok),
- završni voj (razma),
- paluba.